# 이토 게이스케
이토 게이스케(일본어: 伊藤 恵亮, 2001년 2월 4일~)는 일본의 축구 선수이다.

## 구단 경력
그는 2022년 J3리그의 SC 사가미하라에 입단했다. 2023년 8월 일본 지역 리그의 도치기 시티로 임대 이적했다. 2024년 SC 사가미하라로 복귀했다. 2025년 AC 나가노 파르세이루로 이적했다.